# Agrotis cygnea
Agrotis emboloma là một loài bướm đêm trong họ Noctuidae.